# Ultisol

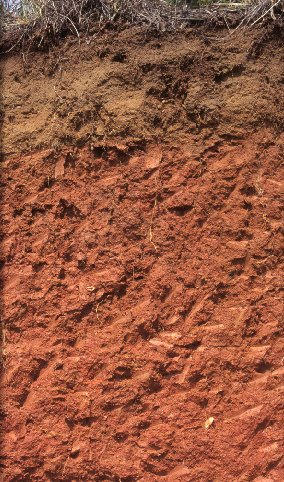
Ultisol

Conform USDA Soil Taxonomy, noțiunea de Ultisol se referă la solurile din zonele tropicale și subtropicale care sunt moderat până la puternic acide din cauza dezagregării intense și a eluvionării. Se găsesc în special în părțile de sud-est ale SUA, în America Centrală, Brazilia și Argentina, Africa de Vest și Centrală, Asia de Sud-Est, precum și părți din Coreea, Japonia și nord-estul Australiei și s-au dezvoltat de regulă în cursul unei perioade lungi de timp.
Un orizont A moderat humifer este tipic pentru ultisoluri, urmat de un orizont eluvial palid, adesea gălbui. Sub acesta se află un orizont B care este mai bogat în argilă și adesea colorat în roșu de oxizii de fier.
Ultisolurile pot fi folosite în agricultură numai după fertilizare intensivă, deoarece majoritatea nutrienților au fost transportați de apă în orizonturile mai adânci ale solului sau în râuri. Valoarea scăzută a pH-ului trebuie crescută și prin adăugarea de var. Din perspectiva forestieră, ultisolurile sunt considerate a fi foarte productive.
În World Reference Base for Soil Resources (WRB), acestea corespund alisolurilor și acrisolurilor.
Aproximativ 11 milioane de km2 sunt acoperite de ultisoluri, ceea ce corespunde la 8,5% din suprafața uscatului neacoperit de ghețari.

## Clasificare
Ultisolurile sunt împărțite în cinci subordine:
- Aquult
- Humult
- Udult
- Ustult
- Xerult